# Герсфельд (Рён)
Герсфельд (нем. Gersfeld) — город в Германии, в земле Гессен. Подчинён административному округу Кассель. Входит в состав района Фульда. Население составляет 5893 человека (на 31 декабря 2010 года). Занимает площадь 89,37 км². Официальный код — 06 6 31 010.